# Rhizoctonia endophytica
Rhizoctonia endophytica é uma espécie de fungo pertencente à família Ceratobasidiaceae.